# Nubi madreperlacee
Le nubi madreperlacee sono particolari tipi di nube che si formano nella stratosfera, ad altezze comprese tra 15.000 m e 25.000 m sul livello del mare, talvolta fino a 30000 m. Hanno l'aspetto di cirri dal colore pallido o di altocumuli lenticolari.
Il momento migliore per la loro osservazione è al crepuscolo, quando il sole si trova tra 1 e 6 gradi al di sotto dell'orizzonte, in particolare durante l'inverno alle latitudini più settentrionali.
Una delle tipologie di queste nubi è composta da goccioline super-raffreddate di acido nitrico ed è coinvolta nella formazione del buco dell'ozono. L'altra tipologia principale è composta da cristalli di ghiaccio e non presenta problematiche particolari. Vengono definite madreperlacee a causa del loro aspetto iridescente.

## Formazione
La stratosfera è molto secca e, a differenza della troposfera, raramente consente la formazione di nubi. Tuttavia nel freddo estremo delle regioni polari si possono formare nubi stratosferiche di vario tipo, che sono classificate a seconda del loro stato fisico e della composizione chimica.
A causa della loro altitudine e della curvatura della Terra queste nubi ricevono la luce solare da sotto l'orizzonte e sono osservabili in particolare prima dell'alba o dopo il tramonto.
Le nubi madreperlacee si formano con temperature sotto −78 °C, valori che si raggiungono nella bassa stratosfera durante l'inverno polare. In Antartide temperature sotto −88 °C provocano la formazione di nubi del II tipo. Tali temperature sono infrequenti nell'Artide e, di conseguenza, sono più rare nell'emisfero settentrionale dove, tuttavia, possono formarsi a causa di onde sottovento provenienti da alte montagne che possono raffreddare la bassa stratosfera. È probabile che forti venti in quota e profonde depressioni favoriscano la formazione di questo tipo di nube.

## Tipi
Le nubi madreperlacee sono suddivise in due raggruppamenti principali, a loro volta suddivisi in sottotipi in funzione della loro composizione chimica.
- Tipo I: le nubi hanno generalmente un aspetto stratiforme che ricorda i cirri o la foschia.[2] L'ulteriore suddivisione è in relazione alla composizione chimica misurata con la tecnologia LIDAR. Con questa tecnologia è possibile determinare anche l'altezza e la temperatura dell'ambiente dove si trova la nube. Contengono acqua, acido nitrico e/o acido solforico e sono coinvolte nel buco dell'ozono.[3] L'effetto sulla riduzione dell'ozono è dovuto al supporto fornito alla reazione che produce cloro, che a sua volta catalizza la distruzione dell'ozono e rimuove l'acido nitrico, perturbando il ciclo dell'azoto.[4]
  - Tipo Ia: le nubi consistono di cristalli asferici formati da acido nitrico tri-idrato.
  - Tipo Ib, le nubi contengono goccioline sferiche di una soluzione ternaria sopraffusa di acido solforico, acido nitrico e acqua.
  - Tipo Ic: le nubi sono costituite da una forma metastabile di acido nitrico fortemente idrato in fase solida.[5]
- Tipo II: raramente osservate nell'Artico, hanno sottotipi cirriformi e lenticolari;[6] queste nubi sono formate solo da ghiaccio d'acqua.[7]